# Верукола (Маса-Карара)
Верукола је насеље у Италији у округу Маса-Карара, региону Тоскана.
Према процени из 2011. у насељу је живело 70 становника. Насеље се налази на надморској висини од 360 м.